# Semiminima

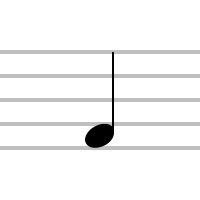
Una nota di valore semiminima

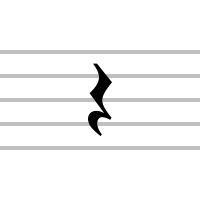
Una pausa di valore semiminima

Nella notazione musicale, la semiminima o quarto è un valore musicale eseguito con la durata pari a un quarto del valore dell'intero.
È rappresentata da un neuma che è un cerchio o ovale pieno con un gambo (un'asticella verticale) posto sempre sul lato destro e rivolto in alto se si scrive una nota in posizione melodica o di tenore all'interno di un brano a più voci e posto sempre sul lato sinistro e rivolto in basso se si scrive una nota in posizione di basso o di contralto all'interno di un brano a più voci.  
Per quanto riguarda la scrittura di una monodia, tutte le note scritte al disotto del terzo rigo,  qualsiasi chiave musicale, hanno il gambo rivolto verso l'alto, tutte le note scritte al di sopra del terzo rigo musicale del pentagramma, hanno il gambo rivolto verso il basso.